# راجش کومار (کشتی‌گیر)
راجش کومار (انگلیسی: Rajesh Kumar؛ زادهٔ ۱۵ سپتامبر ۱۹۶۹) کشتی‌گیر اهل هند است. او در وزن ۴۸ کیلوگرم رشته آزاد کشتی در بازی‌های المپیک تابستانی ۱۹۸۸ حضور داشت.